# Frickius costulatus
Frickius costulatus là một loài bọ cánh cứng trong họ Geotrupidae. Loài này được Germain miêu tả khoa học năm 1897.